# Zafarobod
Zafarobod  é uma cidade e um “jamoat” (terceiro nível administrativo) situada no noroeste do Tadiquistão. É capital do distrito do mesmo nome e está situada na província de Sughd . 